# Bengt Edlén
Bengt Edlén (Gusum, Suecia, 2 de noviembre de 1906 - Lund, Suecia, 10 de febrero de 1993) fue un físico y astrónomo sueco especializado en espectroscopía. Fue el primero en identificar las líneas espectrales desconocidas en la corona solar, lo que se utilizó más tarde para calcular su temperatura.

## Biografía
Bengt Edlén nació el 2 de noviembre de 1906 en Gusum, Suecia. Completó la educación secundaria en Norrköping en 1926 y entró a la Universidad de Upsala el mismo año. Allí obtuvo su licenciatura tras tres semestres y completó su doctorado en 1934 con una tesis sobre el espectro y la energía de los elementos al principio de la tabla periódica.
Obtuvo renombre a nivel mundial tras identificar las líneas desconocidas del espectro solar, que se creían originadas por un elemento no identificado que llamaron coronio. Edlén mostró más tarde que estas líneas corresponden a hierro varias veces ionizado (Fe-XIV). Su descubrimiento no fue aceptado de forma inmediata, ya que esta ionización requería una temperatura de millones de grados. Más adelante se comprobarían estas temperaturas para la corona solar. También hizo importantes contribuciones analizando el espectro de las estrellas de Wolf-Rayet.
Edlén fue profesor en la Universidad de Lund entre 1944 y 1973. Fue elegido miembro de la Real Academia de las Ciencias de Suecia en 1947. Entre los premios que recibió se cuentan la medalla de oro de la Real Sociedad Astronómica en 1945 por la solución del misterio de la corona, la medalla Howard N. Potts en 1946 de investigación en el ultravioleta extremo, y la medalla Henry Draper de la Academia Nacional de Ciencias de Estados Unidos en 1968.